# Monobactame
 (mars 2023).
Si vous disposez d'ouvrages ou d'articles de référence ou si vous connaissez des sites web de qualité traitant du thème abordé ici, merci de compléter l'article en donnant les références utiles à sa vérifiabilité et en les liant à la section « Notes et références ».

Représentation plane de l'aztréonam, un antibiotique de la classe des monobactames.

Les monobactames sont une classe d'antibiotique de type bêta-lactamine, contenant entre autres l'aztréonam.

## Mécanisme d'action
Le mécanisme d'action est la liaison aux protéines de liaison à la pénicilline (en) (PBP) bactériens. Ils se lient davantage aux PBP-3. Il a une action bactéricide dont l'activité dépend du temps passé au-dessus de la concentration minimale inhibitrice (CMI) de la bactérie.

## Spectre d'activité
Agit plus efficacement sur les bacilles gram négatifs aérobies. La classe est inactive contre les gram positifs et les anaérobies. Elle induit peu les enzymes bactériens (β-lactamases).

## Mécanismes de résistance
Les bactéries peuvent se défendre des agents antibactériens par plusieurs mécanismes. Pour cette classe particulière, elles y arrivent par la production de β-lactamases, des enzymes venant inactiver la substance active. 

## Combinaison d'agents
- Avec les aminosides (synergie ou additivité)
- Avec la pipéracilline (synergie ou additivité)
- Avec céfoxitine ou imipénem (antagonisme)